# Singularity (Microsoft)
Singularity war ein experimentelles Projekt von Microsoft Research mit dem Ziel, ein zuverlässiges Betriebssystem zu schaffen, in dem der Kernel, Gerätetreiber und alle Applikationen in Managed Code geschrieben sind. Das Singularity-Betriebssystem verfolgt dabei ein neues Sicherheitskonzept namens Software-isolated Processes (SIPs). Seit dem 4. März 2008 ist der Quelltext öffentlich unter der Microsoft Research License verfügbar.

## Konzept
Das Betriebssystem ist als Microkernel-System konzipiert. Kernel und Gerätetreiber sind in Managed Code geschrieben, wobei Sing#, eine Variante des C#-Derivats Spec#, zum Einsatz kommt.
Der Kernel besteht dabei aus:
- Scheduler, Seitenverwaltung sowie einem I/O-Manager (Microkernel),
- einem Channel-Manager, der die Kommunikation zwischen den einzelnen SIPs verwaltet,
- einer Klassenbibliothek.

Alle Prozesse, die nicht auf Kernel-Ebene erfolgen, sind in SIPs gekapselt. Diese sind abgeschlossene Code- und Objekt-Räume, keine Adressraum-Einheiten. Sämtliche Kommunikation zwischen solchen SIP-Einheiten erfolgt über bidirektionale Kanäle, der Datenaustausch ist dabei typsicher.

## Anwendungen
Anwendungen sind CLR-Programme.